# غاريت فورت
غاريت فورت (بالإنجليزية: Garrett Fort)‏ هو كاتب سيناريو أمريكي، ولد في 5 يونيو 1900 في نيويورك في الولايات المتحدة، وتوفي في 26 أكتوبر 1945 في لوس أنجلوس في الولايات المتحدة.

## وصلات خارجية
- غاريت فورت على موقع IMDb (الإنجليزية)
- غاريت فورت على موقع ألو سيني (الفرنسية)
- غاريت فورت على موقع قاعدة بيانات برودواي على الإنترنت (الإنجليزية)
- غاريت فورت على موقع قاعدة بيانات الأفلام السويدية (السويدية)
- غاريت فورت على موقع قاعدة بيانات الفيلم (الإنجليزية)
- غاريت فورت على موقع كينوبويسك (الروسية)